# Sự trở lại của Jafar
Sự trở lại của Jafar (tựa tiếng Anh: The Return of Jafar) là bộ phim hoạt hình của hãng hoạt hình Walt Disney sản xuất vào năm 1994. Đây là phần tiếp theo của phim Aladdin và cây đèn thần. Trong phần này, tên phù thủy Jafar được một tên trộm ngu ngốc giải thoát khỏi chiếc đèn và phải thực hiện ba điều ước của tên này. Với những quyền phép mới, hắn quay trở lại hoàng cung để trả thù Aladdin và thực hiện kế hoạch thống trị Agrabah.

## Nội dung
Trong phần trước, sau khi âm mưu thống trị Agrabah thất bại, phù thủy Jafar bị Aladdin lừa nhốt vào một chiếc đèn. Kể từ đây, hắn sẽ phải dùng phép thuật để thực hiện ba điều ước cho người nào giải cứu hắn. Gã phù thủy ra lệnh cho vẹt Iago giải thoát hắn. Nhưng Iago, do quá mệt mỏi vì bị chủ đối xử tồi tệ, đã ném chiếc đèn xuống một cái giếng gần đó và bay về kinh thành Agrabah. Iago tìm cách gặp Aladdin để nói với chàng rằng nó buộc phải theo Jafar vì bị tên phù thủy yểm bùa. Trải qua một số biến cố, họ hiểu nhau hơn và trở thành bạn tốt. Aladdin dùng điều ước thứ ba để giải thoát thần đèn khỏi chiếc đèn. Được tự do, thần đèn lên đường chu du khắp thế giới.
Một tên trộm vặt tên là Abis Mal vô tình tìm thấy chiếc đèn dưới giếng và giải thoát cho Zafar. Tên phù thủy nói với Abis rằng hắn sẽ trả ơn bằng cách thực hiện ba điều ước. Được giải thoát, Jafar trở thành phù thủy có quyền phép vô song nhưng buộc phải tuân lệnh của kẻ đã cứu hắn. Zafar thuyết phục Abis tới Agrabah để lật đổ quốc vương nhưng oái oăm thay, tên trộm vặt ngu ngốc kia lại không để ý. Điều ước thứ nhất của Abis là được xuống đáy đại dương để săn tìm kho báu. Nhưng sau khi suýt bị cá mập ăn thịt, gã buộc phải ước điều thứ hai: lên mặt đất.
Tranh thủ điều ước đó, Jafar đưa "ông chủ" tới lâu đài Agrabah. Lúc này thần đèn đã trở về sau chuyến du ngoạn vòng quanh thế giới. Tên phù thủy dùng vũ lực ép Iago giúp hắn bắt cóc quốc vương. Biết rằng giờ đây Jafar đã có thêm rất nhiều phép thuật, Iago buộc phải tuân lệnh. Bằng những phép thuật mới, Jafar dễ dàng đánh bại thần đèn, rồi nhốt ông vào trong một quả cầu phép. Hắn cũng bắt và nhốt tất cả mọi người trong lâu đài vào một tầng hầm. May mắn là lúc đó Aladdin không có mặt ở hoàng cung. Tên phù thủy biến thành công chúa Jasmine để đối phó với Aladdin.
Khi Aladdin trở về hoàng cung, công chúa Jasmine giả mạo cáo buộc chàng giết hại quốc vương và phải lĩnh án tử hình. Tuy nhiên, Iago đã phá vỡ quả cầu phép để giải thoát cho thần đèn, nhờ đó Aladdin và những người khác cũng được tự do. Thần đèn nói với Aladdin rằng cách duy nhất để tiêu diệt Zafar là hủy chiếc đèn. Aladdin bèn tới nơi ở của Zafar để lấy chiếc đèn. Tuy nhiên, Zafar cũng nhanh chóng biết rằng Aladdin vẫn còn sống.
Bằng trí thông minh, Aladdin đã lừa được Abis Mal để lấy chiếc đèn. Nhưng chàng chưa kịp cầm nó thì Zafar xuất hiện. Thần đèn liền biến thành Aladdin để nhử tên phù thủy ra chỗ khác. Aladdin cùng công chúa Jasmine, khỉ Abu dùng thảm thần đuổi theo chiếc đèn. Sau khi biết bị thần đèn lừa, Jafar đuổi theo Aladdin. Hắn dùng phép thuật khiến chiếc thảm lao xuống đất và vỡ tan tành. Aladdin chưa kịp cầm chiếc đèn thì khoảnh đất xung quanh chàng bỗng nứt ra và nhô cao lên, nhốt chàng ở bên trong. Tên phù thủy biến vùng đất xung quanh công chúa Jasmine, thần đèn và khỉ Abu thành một hồ chứa đầy dung nham sôi sùng sục. Đất dưới chân họ nứt dần và chìm xuống hồ. Cái chết đang chờ đợi họ ở phía trước. Nhưng cuối cùng, chú vẹt Iago đã cố gắng hết sức để đẩy chiếc đèn xuống hồ nham thạch. Zafar bị tiêu diệt, mọi thứ trở lại như cũ. Từ đó Aladdin và tất cả mọi người lại sống vui vẻ, hạnh phúc như xưa.

## Diễn viên lồng tiếng
- Scott Weinger vai Aladdin
- Jonathan Freeman vai Zafar
- Dan Castellaneta vai Thần đèn Genie
- Linda Larkin vai Công chúa Jasmine
- Jason Alexander vai Abis Mal
- Gilbert Gottfried vai Vẹt Iago
- Frank Welker vai Khỉ Abu / Hổ Rajah
- Val Bettin vai Đức vua Sultan
- Jim Cummings vai Razoul

## Chuyện hậu trường
Đây là bộ phim duy nhất trong ba phần phim về Aladdin mà Robin Williams không lồng tiếng cho thần đèn do những bất đồng giữa ông với hãng Walt Disney. Lồng tiếng cho thần đèn trong The Return of Jafar là một diễn viên có tên Dan Castellaneta. Nhưng ở phần ba, Aladdin and the King of Thieves, Robin Williams đã đồng ý quay trở lại.
Trong phần này, thần đèn xuất hiện với cùm sắt trên cả hai tay. Đây là điểm khác biệt so với phần trước. Hãng Walt Disney yêu cầu các họa sĩ bổ sung thêm cặp cùm để người xem nhớ rằng nhân vật này từng bị nhốt trong chiếc đèn như một tù nhân. Đa số khán giả cho rằng thần đèn trông đáng yêu hơn khi có cùm trên tay.